# The Singles: The First Ten Years
A The Singles – The First Ten Years  kétlemezes válogatásalbum az ABBA svéd eurodiszkó-együttestől. A felvételek 1972 márciusától 1982 augusztusáig tartottak. Ezt a válogatásalbumot a Polar, az Epic és az Atlantic Records adta ki 1982. november 8-án.

## Története
1982 a csapat utolsó éve volt. Bár eredetileg új stúdióalbumot kívántak rögzíteni, mind a négy tag úgy érezte, hogy elfogyott az energiájuk, és szünetet tartanak, melynek végül a feloszlás lett a vége. Úgy döntöttek, hogy kiadnak egy dupla válogatásalbumot, mely 1972-től 1982-ig tartalmazza legnagyobb slágereiket.
Az album 10 év dalait ölelte fel, valamint két új zeneszámot is tartalmazott, úgy mint a The Day Before You Came és az Under Attack című dalok. Az album csak Kanadában jelent meg CD-n az Atlantic Records forgalmazásában 1987-ben. Az Egyesült Államokban nem került kiadásra. Az albumot a The Definitive Collection váltotta, miután lejártak a jogok. A válogatás nem tartalmazza az Egyesült Királyságon kívül megjelent dalokat, úgy mint az "Eage", "When All Is Said and Done, vagy a Honey Honey. De szintén nem került fel a lemezre a Ring Ring 1974-es remixe, az Angeleyes, a Head over Heels, és a Lay All Your Love on Me című dal 12-es változata sem.
A The Name Of The Game című dal 4:51 perces változata helyett a 3:58-as szerkesztett változat került fel a lemezre, melyben a második versszakot levágták.

## Dalok

### A oldal
1. Ring Ring (Anderson, Andersson, Cody, Sedaka, Ulvaeus) – 3:04
2. Waterloo (Anderson, Andersson, Ulvaeus) – 2:42
3. So Long (Andersson, Ulvaeus) – 3:05
4. I Do, I Do, I Do, I Do, I Do (Anderson, Andersson, Ulvaeus) – 3:15
5. SOS (Anderson, Andersson, Ulvaeus) – 3:20
6. Mamma Mia (Anderson, Andersson, Ulvaeus) – 3:32
7. Fernando (Anderson, Andersson, Ulvaeus) – 4:13

### B oldal
1. Dancing Queen (Anderson, Andersson, Ulvaeus) – 3:51
2. Money, Money, Money (Andersson, Ulvaeus) – 3:05
3. Knowing Me, Knowing You (Anderson, Andersson, Ulvaeus) – 4:01
4. The Name Of The Game (Anderson, Andersson, Ulvaeus) – 3:59
5. Take a Chance On Me (Andersson, Ulvaeus) – 4:05
6. Summer Night City (Andersson, Ulvaeus) – 3:34

### C oldal
1. Chiquitita (Andersson, Ulvaeus) – 5:24
2. Does Your Mother Know (Andersson, Ulvaeus) – 3:13
3. Voulez-Vous (Andersson, Ulvaeus) – 5:07
4. Gimme! Gimme! Gimme! (A Man After Midnight) (Andersson, Ulvaeus) – 4:50
5. I Have a Dream (Andersson, Ulvaeus) – 4:42

### D oldal
1. The Winner Takes It All (Andersson, Ulvaeus) – 4:54
2. Super Trouper (Andersson, Ulvaeus) – 4:12
3. One of Us (Andersson, Ulvaeus) – 3:56
4. The Day Before You Came (Andersson, Ulvaeus) – 5:50
5. Under Attack (Andersson, Ulvaeus) – 3:46

## Videók erről az albumról
1. Under Attack
2. The Day Before You Came

## Slágerlista
| Slágerlita (1982)                                           | Legjobb helyezés |
| ----------------------------------------------------------- | ---------------- |
| Ausztrália (Kent Music Report)                              | 18               |
| Belgium Ultratop                                            | 1                |
| Hollandia (Dutch Charts Album Top 100)                      | 5                |
| Franciaország Syndicat National de l’Édition Phonographique | 6                |
| Németország (Media Control Top 100 Album)                   | 5                |
| Új-Zéland (Recorded Music NZ Top 40 Albums)                 | 5                |
| Norvégia (VG-lista Album Top 40)                            | 33               |
| Észak-Afrika Recording Industry of South Africa             | 1                |
| Svédország (Sverigetopplistan Top 60 Albums)                | 29               |
| Svájc Swiss Music Charts                                    | 4                |
| Egyesült Királyság (UK Albums Chart)                        | 1                |
| USA Billboard 200                                           | 62               |

## Minősítések
| Ország                   | Minősítés | Eladások |
| ------------------------ | --------- | -------- |
| Németország (BVMI)       | Arany     | 250.000  |
| Egyesült Királyság (BPI) | Arany     | 500.000  |